# Aleksej Petrovitj Bestusjev-Rjumin
Aleksej Petrovitj Bestusjev-Rjumin (født 1. juni 1693, død 21. april 1766) var en russisk greve og statsmand.
Bestusjev-Rjumin blev opdraget i Tyskland og begyndte sin diplomatiske løbebane som anden russisk befuldmægtiget ved Kongressen i Utrecht 1713. Med kejser Peters tilladelse trådte han 1713 i tjeneste hos kurfyrst Georg af Hannover (fra 1714 Georg 1. af Storbritannien), der sendte ham som gesandt til Rusland.
1718 trådte han igen i russisk tjeneste og var bl.a. gesandt i København 1721-25. 1740 blev han minister, men som tilhænger af Ernst Johann von Biron blev han ved dennes fald fængslet. Kejserinde Elisabeth frigav ham straks efter sin tronbestigelse i 1741 og gjorde ham til kansler.
Som sådan ledede han i de følgende 16 år Ruslands udenrigspolitik med utvivlsom dygtighed, men med rig anvendelse af underfundighed og list, uden skrupler knusende de mange fjender, han fik pga. sin politik og sin upålidelige, skumle, indesluttede karakter. I Preussen og navnlig Frankrig så Bestusjev-Rjumin Ruslands naturlige fjender, og han sluttede sig til England og Østrig; men da omkring 1755 den almindelige politiske situation førte til, at Preussen fjernede sig fra Frankrig og nærmede sig til England, ville Bestusjev-Rjumin i sit had til Frankrig ikke bøje sig for de nye forhold, og Ruslands tilslutning til Frankrig og Østrig i krigen mod Preussen i 1756 skete mod hans vilje.
Hans modstandere beskyldte ham nu for at stå i forræderisk forbindelse med storfyrstinde Katharina og for at ville trække tropperne tilbage for at benytte dem til at foretage et statskup. Han arresteredes i 1758, men under processen kunne man ikke overbevise ham om det, hvorfor han beskyldtes, og Elisabeth ville da heller ikke lade ham underkaste tortur; hun fratog ham dog hans embeder og værdigheder.
Katharina II tog ham ved sin tronbestigelse i 1762 til nåde igen, udnævnte ham til generalfeltmarskal, men gav ham ingen del i regeringen.
Bestusjev-Rjumin gælder for opfinder af Bestusheffs Nervetinktur.